# Ophiomyia cornifera
Ophiomyia cornifera är en tvåvingeart som beskrevs av Friedrich Georg Hendel 1920. Ophiomyia cornifera ingår i släktet Ophiomyia och familjen minerarflugor.
Artens utbredningsområde är Grekland. Inga underarter finns listade i Catalogue of Life.